# Ioannis Gelios
Ioannis Gelios (Augsburgo, 24 de abril de 1992) es un futbolista alemán. Juega de portero y su equipo es el Kalamata F. C. de la Segunda Superliga de Grecia.

## Clubes
| Club                   | País     | Año       |
| ---------------------- | -------- | --------- |
| F. C. Augsburgo        | Alemania | 2011-2018 |
| Hansa Rostock          | Alemania | 2018-2019 |
| Holstein Kiel          | Alemania | 2019-2022 |
| Bandırmaspor           | Turquía  | 2022-2024 |
| Ionikos de Nicea       | Grecia   | 2024      |
| Athens Kallithea F. C. | Grecia   | 2024-2025 |
| Kalamata F. C.         | Grecia   | 2025-     |